# Plusiodonta africana
Plusiodonta africana là một loài bướm đêm trong họ Noctuidae.